# Проба Вальсальви
Проба Вальсальви (напруга по Вальсальва) — це форсоване видихання при закритому носі і роті. Дана проба, називається також тест Вальсальви або метод Вальсальви.
Названа на честь Антоніо Марія Вальсальви — знаменитого італійського анатома. Цікаво, що початково цей метод був запропонований для видавлювання гною із середнього вуха при отиті. Зараз ним обов'язково користуються дайвери при зануренні, для вирівнювання тиску в пазухах верхньої щелепи і середньому вусі, а також пасажири літаків при наборі висоти і зниженні.

## Проведення проби
Проба Вальсальви полягає в наступному. Після повного видиху і глибокого вдиху виробляють видих і затримують дихання.
При одному з варіантів цієї проби пацієнт (в положенні сидячи або лежачи на спині) протягом 15 секунд вдихає в трубку, з'єднану з манометром, створюючи тиск 40 мм рт. ст. Проводять безперервну реєстрацію АТ і ЧСС. Спостерігаються 4 фази змін цих показників: I і II фази відповідають видиху, III і IV — припинення видиху. Фази I і III обумовлені чисто механічною зміною внутрішньогрудного і внутрішньочеревного тиску. На початку II фази в результаті зниження венозного повернення і ударного обсягу АТ знижується, виникає тахікардія і підвищується загальний периферичний опір судин. Це веде до того, що падіння артеріального тиску приблизно на 5-8й секунді проби припиняється і до кінця II фази АТ повертається до початкового значення. У III фазі АТ спочатку різко падає, потім починає підніматися і в IV фазі стає вище початкового. Одночасно через стимуляції барорецепторів розвивається брадикардія. До кінця IV фази АТ, венозне повернення і серцевий викид повертаються до вихідного рівня.
Проба Вальсальви відображає збереження аферентної, центральної і еферентної ланок барорефлекса. Існує кілька способів оцінки стану вегетативної нервової системи на підставі цієї проби. Розраховують коефіцієнт Вальсальви: відношення максимальної ЧСС в II фазі до мінімальної в IV. Він відображає збереження всієї дуги барорефлекса. Стан судинних симпатичних волокон оцінюють по змінам АТ в II і в IV фазах. При значеннях коефіцієнта Вальсальви менше 1,1 можна впевнено говорити про наявність у пацієнта парасимпатичної недостатності. При виконанні прийому Вальсальви також розраховується відношення Вальсальви: ставлення найдовшого інтервалу RR протягом 1-ї хвилини після закінчення проби до найкоротшому інтервалу RR під час проби. На результати проби впливають вік, положення тіла, що створюється на видиху тиск, тривалість видиху, ЖЄЛ, прийом лікарських засобів.

## Фізіологічні етапи проби
Проба Вальсальви включає такі фізіологічні етапи:
- Перекриття голосової щілини.
- Збільшення внутрішньочеревного тиску внаслідок скорочення діафрагми і м'язів живота.
- Збільшення внутрішньогрудного тиску за рахунок скорочення дихальних м'язів.

Якщо проба Вальсальви триває тривалий час, об'єм крові, що повертається в серце, значно зменшується, що призводить до зниження серцевого викиду. Людям, що страждають гіпертензією або іншими серцево-судинними розладами, не слід практикувати пробу Вальсальви поза медичною установою без спостереження лікарів.

## Проба Вальсальви в кардіології
Проба Вальсальви використовується в кардіології для оцінки прогнозу раптової смерті після інфаркту міокарда шляхом вимірювання частоти серцевих скорочень під час проведення тесту. Завдяки цьому можна оцінювати варіабельність ритму серця. Низька варіабельність ритму серця є незалежним предиктором серцевої смерті після інфаркту міокарда. За допомогою проби Вальсальви проводиться також дослідження прохідності слухових труб.

## Проба Вальсальви при варикозі
Метод проби Вальсальви при варикозі застосовується при горизонтальному положенні пацієнта на рівній поверхні. Протягом 15 секунд потрібно вдихати повітря через трубку, яка з'єднана з манометром. Протягом дослідження проводиться безперервна реєстрація АТ (артеріального тиску)і ЧСС (частоти серцевих скорочень). Спеціаліст спостерігає 4 фази зміни показників. Якщо проводити пробу Вальсальви при варикозі тривалий час, потрібно врахувати, що обсяг повернення крові сильно зменшується. Застосування методу сприяє зниженню серцевого тиску. З урахуванням особливостей розвитку первинного і вторинного варикозу проба Вальсальви допомагає виявити збільшення діаметра вен і наявність рефлюксу.

## Проба Вальсальви при варикоцеле
Проба Вальсальви при варикоцелє застосовується для визначення патологій судин під час профілактичного огляду чоловіків незалежно від віку.
Діагностика допомагає виявити варикоз навіть у випадках його безсимптомного перебігу. Для проведення проби Вальсальви при варикоцелє пацієнту необхідно зробити глибокий вдих і затримати дихання. У цей момент лікар, за допомогою пальпації, проводить обстеження судин. У положенні стоячи і лежачи порівнюються вени, і оцінюється стан яєчкової вени. Діагноз варикоцелє ставлять при наявності розширених вен лозоподібного сплетіння, в яких просвіт становить три і більше міліметри.

## Проба Вальсальви при УЗД
Проба може застосовуватись при проведенні ультразвукового дослідження. Пацієнт під час проведення УЗД із застосуванням проби Вальсальви повинен стояти.
Проводять загальний огляд судин, під час якого визначають товщину і консистенцію вен. Потім пацієнта просять напружити м'язи і надути живіт. При варикозі лікар виявляє розширення уражених (варикозно змінених) судин і наявність м'яких еластичних вузлів. При проведенні проби Вальсальви під час УЗД можна виявити не тільки розширені вени, а й визначити порушення відтоку венозної крові - патологічний рефлюкс.

## Проба Вальсальви позитивна
Позитивна проба Вальсальви вказує на недостатність клапанів вен. Якщо при проведенні проби реєструється ретроградна (зворотна) хвиля кровотоку (патологічний рефлюкс), то лікар діагностує у пацієнта клапанну недостатність поверхневих вен.

## Проба Вальсальви негативна
Негативна проба Вальсальви вказує на відсутність аномалій кровообігу в обстежуваних венах.